# Маслена киселина
Маслената киселина, наречена още бутанова киселина, е алканова киселина, четвърти член на хомоложния ред на алкановите карбоксилни киселини. Солите и естерите на бутановата киселина се наричат бутирати или бутаноати.
Тъй като има къса верига от 4 въглеродни атома, бутановата киселина, за разлика от по-висшите мастни киселини, е разтворима във вода. Смесва се във всяко отношение с метанол и етанол. Среща се в гранясалото масло (лат.: butyrum), откъдето е изолирана за първи път. Оттам идва и тривиалното ѝ наименование „маслена киселина“. В природата се образува при ферментацията на различни въглехидрати от бактериите, затова се среща във ферментирали продукти като сирене, кисело зеле и др. Следи от бутанова киселина се намират и в потта и дебелото черво. 
Миризмата на маслената киселина се усеща от човека дори при много ниски концентрации, над 0,06 mg/m3. Докато хората я възприемат негативно, миризмата ѝ служи за ориентация на някои насекоми при намирането на храна (муха,  кърлеж). При неутрализация с основи или карбонати (напр. натриев бикарбонат) се образуват соли, които нямат миризма.
За разлика от киселината, нейните естери имат приятна миризма - метилбутират (ябълка), етилбутират (ананас), пропилбутират (ягода) и др. Те се срещат в различни плодове и аромати. 